# Krasiczyn (gmina)
Krasiczyn [kraˈɕit͡ʂɨn] est une commune rurale de la Voïvodie des Basses-Carpates et du powiat de Przemyśl. Elle s'étend sur 127,2 km2 et comptait 4902 habitants en 2010.
Elle se situe à environ 8 kilomètres de Przemyśl et à 56 kilomètres de Rzeszów, la capitale régionale.